# Езерното момче
„Езерното момче“ е повест от Павел Вежинов.

## Сюжет
Внимание:  Текстът по-долу разкрива сюжета на произведението (или части от него)!
В повестта се разказва за Валентин – самотно момче, което е с огромен умствен потенциал. Син на блестящ юрист и майка, занимаваща се с театър, момчето израства самотно и отритнато от връстниците си. Докато едно лято не отива с вуйчо си на море. Там Валентин чете книгата „Човекът амфибия“ и развива страст към водата. И един ден момчето отива с родителите си на едно високопланинско езеро. Този ден момчето се удавя.

## Екранизация
По повестта е създаден телевизионният игрален филм „Езерното момче“ от 1995 година, режисьор Димитър Шарков, сценарий на Правда Далекова и Димитър Шарков. 